# Patrimoine d'intérêt régional
Le label Patrimoine d'intérêt régional œuvre pour le patrimoine de la région d'Île-de-France non protégé au titre des Monuments historiques de France en identifiant des sites en vue d'établir des actions de préservation nécessaires.

## Historique
En juillet 2017, la présidente de la région Île-de-France, Valérie Pécresse, annonce la création du label « patrimoine d'intérêt régional » lors d'une séance plénière du conseil régional relative à la politique de valorisation du patrimoine.

## Statistiques
Début 2025, 236 sites sont labellisés. Ils se répartissent ainsi sur les différents départements :
- Paris : 13 sites ;
- Seine-et-Marne : 38 ;
- Yvelines : 35 ;
- Essonne : 31 ;
- Hauts-de-Seine : 21 ;
- Seine-Saint-Denis : 48 (une même protection couvre un ensemble de trois monuments commémoratifs de la guerre franco-allemande de 1870 au Bourget) ;
- Val-de-Marne : 16 ;
- Val-d'Oise : 34.

## Sites franciliens labellisés
Ci-dessous les différents sites labellisés.

### Paris
| Monument                                                                                                   | Commune            | Adresse                        | Coordonnées                      | Notice         | Protection                             | Date              | Illustration                                                                       |
| --- | ------------------ | ------------------------------ | -------------------------------- | -------------- | -------------------------------------- | ----------------- | ---------------------------------------------------------------------------------- |
| Théâtre de la Huchette                                                                                     | 2e arrondissement  | 23 rue de la Huchette          | 48° 51′ 11″ nord, 2° 20′ 43″ est |                |                                        | 19 mars 2019      | Théâtre de la Huchette                                                             |
| Hôtel de l'Industrie Siège de la société d'encouragement pour l'industrie nationale                        | 6e arrondissement  | 4 place Saint-Germain-des-Prés | 48° 51′ 17″ nord, 2° 20′ 00″ est |                |                                        | 17 novembre 2023  | Hôtel de l'IndustrieSiège de la société d'encouragement pour l'industrie nationale |
| Maison Gainsbourg                                                                                          | 7e arrondissement  | 5 rue de Verneuil              | 48° 51′ 26″ nord, 2° 19′ 54″ est |                |                                        | 18 novembre 2021  | Maison Gainsbourg                                                                  |
| Escalier et fresques du bâtiment historique de l'Institut national des langues et civilisations orientales | 7e arrondissement  | 2 rue de Lille                 | 48° 51′ 28″ nord, 2° 19′ 57″ est |                |                                        | 1er juillet 2020  | Image manquante Téléverser                                                         |
| Médiathèque musicale Mahler                                                                                | 8e arrondissement  |                                | 48° 52′ 43″ nord, 2° 18′ 50″ est |                |                                        | 18 novembre 2021  | Image manquante Téléverser                                                         |
| Atelier 11                                                                                                 | 15e arrondissement | 11 cité Falguière              | 48° 50′ 29″ nord, 2° 18′ 44″ est |                |                                        | 17 janvier 2023   | Atelier 11                                                                         |
| Ensemble architectural Saint-Léon (église Saint-Léon et maison des œuvres)                                 | 15e arrondissement | Place du Cardinal-Amette       | 48° 51′ 03″ nord, 2° 17′ 48″ est | « EA75000013 » | Architecture contemporaine remarquable | 1er avril 2021    | Ensemble architectural Saint-Léon (église Saint-Léon et maison des œuvres)         |
| Gare de Javel                                                                                              | 15e arrondissement |                                | 48° 50′ 47″ nord, 2° 16′ 37″ est |                |                                        | 1er avril 2021    | Gare de Javel                                                                      |
| La Ruche - bâtiment Fernand-Léger                                                                          | 15e arrondissement | 2 passage de Dantzig           | 48° 49′ 57″ nord, 2° 17′ 48″ est | « IA75000342 » |                                        | 19 septembre 2019 | La Ruche - bâtiment Fernand-Léger                                                  |
| Bibliothèque Nubar                                                                                         | 16e arrondissement | 11 square Alboni               | 48° 51′ 29″ nord, 2° 17′ 12″ est |                |                                        | 18 octobre 2020   | Bibliothèque Nubar                                                                 |
| Gare de Boulainvilliers                                                                                    | 16e arrondissement |                                | 48° 51′ 23″ nord, 2° 16′ 30″ est |                |                                        | 1er avril 2021    | Gare de Boulainvilliers                                                            |
| Gare de Pont-Cardinet                                                                                      | 17e arrondissement |                                | 48° 53′ 16″ nord, 2° 18′ 51″ est |                |                                        | 1er avril 2021    | Gare de Pont-Cardinet                                                              |
| Église Notre-Dame-du-Bon-Conseil                                                                           | 18e arrondissement |                                | 48° 53′ 42″ nord, 2° 21′ 00″ est |                |                                        | 20 mai 2022       | Église Notre-Dame-du-Bon-Conseil                                                   |

### Seine-et-Marne
| Monument | Commune                | Adresse                            | Coordonnées                      | Notice         | Protection                             | Date              | Illustration |
| --- | ---------------------- | ---------------------------------- | -------------------------------- | -------------- | -------------------------------------- | ----------------- | --- |
| Phare aéronautique de jalonnement « Petit Bassevelle »                                                                   | Bassevelle             | Rue de la Mairie                   | 48° 55′ 26″ nord, 3° 16′ 25″ est |                |                                        | 21 novembre 2018  | Phare aéronautique de jalonnement « Petit Bassevelle »                                                                   |
| Ferme de la Croix-Blanche                                                                                                | Blandy                 |                                    | 48° 34′ 06″ nord, 2° 46′ 56″ est |                |                                        | 25 janvier 2023   | Image manquante Téléverser                                                                                               |
| Station continentale de la Compagnie Radio-France à Sainte-Assise et grille d'accès à la réserve naturelle de Seine-Port | Boissise-la-Bertrand   |                                    | 48° 32′ 30″ nord, 2° 34′ 01″ est |                |                                        | 18 novembre 2021  | Station continentale de la Compagnie Radio-France à Sainte-Assise et grille d'accès à la réserve naturelle de Seine-Port |
| Papeterie de Sainte-Marie - Galleria Continua                                                                            | Boissy-le-Châtel       | 48 rue des Papeteries              | 48° 48′ 50″ nord, 3° 07′ 45″ est |                |                                        | 7 juillet 2018    | Image manquante Téléverser                                                                                               |
| Église Notre-Dame-de-Toutes-les-Protections                                                                              | Champagne-sur-Seine    | 169 rue Grande                     | 48° 23′ 32″ nord, 2° 48′ 20″ est |                | Architecture contemporaine remarquable | 7 juillet 2018    | Église Notre-Dame-de-Toutes-les-Protections                                                                              |
| Église Saint-Antonin | Châtres                |                                    | 48° 42′ 40″ nord, 2° 48′ 34″ est |                |                                        | 18 novembre 2021  | Église Saint-Antonin |
| Villa Max | Chelles                | 51 boulevard Chilperic             | 48° 52′ 29″ nord, 2° 34′ 59″ est |                |                                        | 7 juillet 2018    | Villa Max |
| Église Saint-Vincent | Combs-la-Ville         | Place du Père-André-Jarlan         | 48° 39′ 51″ nord, 2° 34′ 09″ est |                |                                        | 21 novembre 2018  | Église Saint-Vincent |
| Maison de retraite des artistes                                                                                          | Couilly-Pont-aux-Dames |                                    | 48° 52′ 47″ nord, 2° 51′ 53″ est |                |                                        | 20 mai 2022       | Maison de retraite des artistes                                                                                          |
| Halle aux fromages | Coulommiers            | Cours Gambetta                     | 48° 48′ 55″ nord, 3° 05′ 07″ est |                |                                        | 19 septembre 2019 | Halle aux fromages |
| Patrimoine vernaculaire (lavoirs, fontaine et borne royale)                                                              | Coupvray               |                                    | 48° 53′ 30″ nord, 2° 47′ 37″ est |                |                                        | 21 novembre 2018  | Patrimoine vernaculaire (lavoirs, fontaine et borne royale)                                                              |
| Moulin jaune | Crécy-la-Chapelle      | 1 sente du Moulin-Nicole           | 48° 51′ 44″ nord, 2° 53′ 09″ est |                |                                        | 7 juillet 2018    | Image manquante Téléverser                                                                                               |
| Ancien couvent de l'ordre des Carmes déchaussés                                                                          | Crégy-lès-Meaux        | 6 rue Roger-Salengro               | 48° 58′ 38″ nord, 2° 52′ 33″ est |                |                                        | 21 novembre 2018  | Ancien couvent de l'ordre des Carmes déchaussés                                                                          |
| Hôtel de ville | La Ferté-sous-Jouarre  | Place de l'Hôtel-de-Ville          | 48° 57′ 01″ nord, 3° 07′ 48″ est |                |                                        | 1er juillet 2020  | Hôtel de ville |
| Bains-douches, actuel musée Hippolyte-Henry                                                                              | Fontenay-Trésigny      |                                    | 48° 42′ 31″ nord, 2° 51′ 50″ est |                |                                        | 18 novembre 2021  | Image manquante Téléverser                                                                                               |
| Église Saint-Maurice | Gravon                 | Route de Montereau                 | 48° 23′ 56″ nord, 3° 07′ 11″ est |                |                                        | 1er avril 2021    | Église Saint-Maurice |
| Colombier | Guercheville           | 58 rue Grande                      | 48° 15′ 42″ nord, 2° 33′ 37″ est |                |                                        | 21 novembre 2018  | Colombier |
| Bâtiment aviron de la société nautique et maison du gardien attenante                                                    | Lagny-sur-Marne        | 131 quai de la Gourdine            | 48° 52′ 54″ nord, 2° 43′ 02″ est |                |                                        | 17 novembre 2023  | Image manquante Téléverser                                                                                               |
| Ferme de Varâtre | Lieusaint              | Allée de la Ferme-de-Varâtre       | 48° 37′ 11″ nord, 2° 32′ 12″ est |                |                                        | 7 juillet 2018    | Ferme de Varâtre |
| Lavoir | Magny-le-Hongre        |                                    | 48° 51′ 51″ nord, 2° 48′ 50″ est |                |                                        | 18 novembre 2021  | Image manquante Téléverser                                                                                               |
| Église Saint-Sulpice | Maisoncelles-en-Brie   | Place de l'Église                  | 48° 51′ 46″ nord, 2° 59′ 29″ est |                |                                        | 21 novembre 2018  | Église Saint-Sulpice |
| Maison d'artiste Jean-Claude Brialy, Domaine de Monthyon                                                                 | Monthyon               | Rue Thiers                         | 49° 00′ 25″ nord, 2° 49′ 29″ est |                |                                        | 1er avril 2021    | Maison d'artiste Jean-Claude Brialy, Domaine de Monthyon                                                                 |
| Ferme de la fontaine du Dy                                                                                               | Moret-Loing-et-Orvanne |                                    | 48° 20′ 16″ nord, 2° 49′ 54″ est |                |                                        | 20 mai 2022       | Image manquante Téléverser                                                                                               |
| Moulins de Moret-sur-Loing                                                                                               | Moret-Loing-et-Orvanne |                                    | 48° 22′ 21″ nord, 2° 49′ 11″ est |                |                                        | 5 juillet 2023    | Moulins de Moret-sur-Loing                                                                                               |
| Ferme Bachelier | Mormant                | 63 rue Charles-de-Gaulle           | 48° 36′ 30″ nord, 2° 53′ 24″ est |                |                                        | 31 janvier 2024   | Image manquante Téléverser                                                                                               |
| Hôtel de ville | Mouroux                |                                    | 48° 49′ 17″ nord, 3° 02′ 15″ est |                |                                        | 18 novembre 2021  | Hôtel de ville |
| Chalet-belvédère du parc royal                                                                                           | Nandy                  |                                    | 48° 34′ 17″ nord, 2° 32′ 56″ est |                |                                        | 18 novembre 2021  | Image manquante Téléverser                                                                                               |
| Musée de la vie d'autrefois                                                                                              | Les Ormes-sur-Voulzie  |                                    | 48° 27′ 50″ nord, 3° 13′ 35″ est |                |                                        | 5 juillet 2023    | Image manquante Téléverser                                                                                               |
| Église Saint-Martin | Pommeuse               |                                    | 48° 48′ 59″ nord, 3° 00′ 55″ est |                |                                        | 20 mai 2022       | Église Saint-Martin |
| Église Notre-Dame-de-l'Assomption                                                                                        | Presles-en-Brie        |                                    | 48° 42′ 55″ nord, 2° 44′ 29″ est |                |                                        | 30 janvier 2025   | Église Notre-Dame-de-l'Assomption                                                                                        |
| Ancienne auberge « La Moderne » - musée départemental                                                                    | Saint-Cyr-sur-Morin    | 17 avenue de la Ferté-sous-Jouarre | 48° 54′ 29″ nord, 3° 10′ 55″ est |                |                                        | 7 juillet 2018    | Image manquante Téléverser                                                                                               |
| Domaine de La Grange - La Prévôté                                                                                        | Savigny-le-Temple      | Avenue du 8-Mai-1945               | 48° 35′ 59″ nord, 2° 33′ 28″ est | « IA77000346 » |                                        | 19 mars 2019      | Domaine de La Grange - La Prévôté                                                                                        |
| Domaine de la Chesnaie                                                                                                   | Seine-Port             | Rue Desmazures-Mentienne           | 48° 33′ 23″ nord, 2° 33′ 19″ est |                |                                        | 17 novembre 2023  | Image manquante Téléverser                                                                                               |
| Château de Rosa Bonheur                                                                                                  | Thomery                |                                    | 48° 23′ 46″ nord, 2° 47′ 00″ est |                |                                        | 25 janvier 2023   | Château de Rosa Bonheur                                                                                                  |
| Gare de Vaires - Torcy                                                                                                   | Vaires-sur-Marne       |                                    | 48° 52′ 31″ nord, 2° 38′ 23″ est |                |                                        | 1er avril 2021    | Gare de Vaires - Torcy                                                                                                   |
| Héritage de la sucrerie : abri conique anti-aérien et son annexe                                                         | Villenoy               |                                    | 48° 56′ 41″ nord, 2° 51′ 59″ est |                |                                        | 18 novembre 2021  | Image manquante Téléverser                                                                                               |
| Héritage de la sucrerie : ancienne maison de villégiature devenue pavillon de direction - future Maison des artistes     | Villenoy               |                                    | 48° 56′ 48″ nord, 2° 52′ 03″ est |                |                                        | 18 novembre 2021  | Image manquante Téléverser                                                                                               |
| Église Saint-Martin | Yèbles                 |                                    | 48° 38′ 16″ nord, 2° 46′ 15″ est |                |                                        | 5 juillet 2023    | Église Saint-Martin |

### Yvelines
| Monument                                                                              | Commune                    | Adresse                                         | Coordonnées                      | Notice         | Protection | Date              | Illustration                                                                          |
| ------------------------------------------------------------------------------------- | -------------------------- | ----------------------------------------------- | -------------------------------- | -------------- | ---------- | ----------------- | ------------------------------------------------------------------------------------- |
| Église Saint-Nicolas                                                                  | Les Alluets-le-Roi         | 2 rue Saint-Nicolas                             | 48° 54′ 51″ nord, 1° 55′ 00″ est |                |            | 1er juillet 2020  | Église Saint-Nicolas                                                                  |
| Chalet de Denouval                                                                    | Andrésy                    | 148 rue du Général-Leclerc                      | 48° 57′ 51″ nord, 2° 02′ 40″ est |                |            | 27 septembre 2024 | Image manquante Téléverser                                                            |
| Maison Bizet                                                                          | Bougival                   | 5 rue Ivan-Tourgueniev                          | 48° 52′ 07″ nord, 2° 08′ 51″ est |                |            | 7 juillet 2018    | Maison Bizet                                                                          |
| Cour du Soleil                                                                        | Carrières-sur-Seine        |                                                 | 48° 54′ 21″ nord, 2° 10′ 31″ est |                |            | 5 juillet 2023    | Image manquante Téléverser                                                            |
| Gare de Bougival                                                                      | La Celle-Saint-Cloud       | Place du Maréchal-Leclerc                       | 48° 51′ 15″ nord, 2° 07′ 56″ est |                |            | 19 septembre 2019 | Gare de Bougival                                                                      |
| Petit moulin des Vaux de Cernay et son site                                           | Cernay-la-Ville            | 3 route des Cascades                            | 48° 40′ 39″ nord, 1° 57′ 53″ est |                |            | 21 novembre 2018  | Petit moulin des Vaux de Cernay et son site                                           |
| Église Sainte-Clotilde                                                                | Chambourcy                 | 36 Grande Rue                                   | 48° 54′ 20″ nord, 2° 02′ 23″ est |                |            | 27 septembre 2024 | Église Sainte-Clotilde                                                                |
| Le moulin d'Ors                                                                       | Châteaufort                | Rue d'Ors                                       | 48° 43′ 48″ nord, 2° 06′ 01″ est |                |            | 1er juillet 2020  | Le moulin d'Ors                                                                       |
| Hameau Fournaise                                                                      | Chatou                     | 3 rue du Bac                                    | 48° 53′ 23″ nord, 2° 09′ 48″ est |                |            | 1er avril 2021    | Hameau Fournaise                                                                      |
| Chapelle de Clairefontaine                                                            | Clairefontaine-en-Yvelines | Impasse de l'Abbaye                             | 48° 36′ 43″ nord, 1° 54′ 32″ est |                |            | 18 novembre 2020  | Image manquante Téléverser                                                            |
| Bourse d'affrètement                                                                  | Conflans-Sainte-Honorine   |                                                 | 48° 59′ 17″ nord, 2° 04′ 24″ est |                |            | 19 septembre 2019 | Bourse d'affrètement                                                                  |
| Maison de Fer                                                                         | Dampierre-en-Yvelines      | 12 rue Pierreuse                                | 48° 42′ 23″ nord, 1° 58′ 56″ est |                |            | 19 septembre 2019 | Maison de Fer                                                                         |
| Atelier et maison d'Alfred Manessier                                                  | Émancé                     | 1 rue du Haut-Martin                            | 48° 35′ 32″ nord, 1° 43′ 27″ est |                |            | 5 juillet 2023    | Image manquante Téléverser                                                            |
| Église Saint-Rémi-et-Sainte-Radegonde                                                 | Émancé                     |                                                 | 48° 35′ 24″ nord, 1° 43′ 55″ est |                |            | 18 novembre 2021  | Église Saint-Rémi-et-Sainte-Radegonde                                                 |
| Parcours d'art public, Saint-Quentin-en-Yvelines : Marta Pan (La Perspective)         | Guyancourt                 |                                                 | 48° 46′ 53″ nord, 2° 02′ 43″ est |                |            | 19 septembre 2019 | Parcours d'art public, Saint-Quentin-en-Yvelines : Marta Pan (La Perspective)         |
| Maison Victor Schœlcher                                                               | Houilles                   |                                                 | 48° 55′ 28″ nord, 2° 11′ 33″ est |                |            | 5 juillet 2023    | Image manquante Téléverser                                                            |
| Église Saint-Pierre-ès-Liens                                                          | Jumeauville                |                                                 | 48° 54′ 38″ nord, 1° 47′ 15″ est |                |            | 1er avril 2021    | Église Saint-Pierre-ès-Liens                                                          |
| Bibliothèque Georges-Duhamel                                                          | Mantes-la-Jolie            | Square Brieussel-Bourgeois                      | 48° 59′ 16″ nord, 1° 42′ 50″ est |                |            | 18 novembre 2020  | Image manquante Téléverser                                                            |
| Pavillon Duhamel                                                                      | Mantes-la-Jolie            | 16 rue l'Évesque                                | 48° 59′ 15″ nord, 1° 42′ 53″ est | « IA78002127 » |            | 21 novembre 2018  | Pavillon Duhamel                                                                      |
| Chapelle Saint-Nicolas                                                                | Maulette                   | 8 route de Champagne                            | 48° 46′ 31″ nord, 1° 36′ 07″ est |                |            | 1er juillet 2020  | Image manquante Téléverser                                                            |
| Parcours d'art public, Saint-Quentin-en-Yvelines : Piotr Kowalski (La Porte de Paris) | Montigny-le-Bretonneux     |                                                 | 48° 47′ 25″ nord, 2° 02′ 07″ est |                |            | 19 septembre 2019 | Parcours d'art public, Saint-Quentin-en-Yvelines : Piotr Kowalski (La Porte de Paris) |
| Parcours d'art public, Saint-Quentin-en-Yvelines : Nissim Merkado (Meta)              | Montigny-le-Bretonneux     |                                                 | 48° 47′ 05″ nord, 2° 02′ 26″ est |                |            | 19 septembre 2019 | Parcours d'art public, Saint-Quentin-en-Yvelines : Nissim Merkado (Meta)              |
| Club-house du Cercle de la voile de Paris                                             | Les Mureaux                | 30 rue Albert-Glandaz                           | 49° 00′ 02″ nord, 1° 54′ 55″ est |                |            | 21 novembre 2018  | Image manquante Téléverser                                                            |
| École Roux-Calmette                                                                   | Les Mureaux                | 33 boulevard Victor-Hugo                        | 48° 59′ 43″ nord, 1° 54′ 43″ est |                |            | 21 novembre 2018  | Image manquante Téléverser                                                            |
| Yacht Club de l'Île-de-France                                                         | Les Mureaux                |                                                 | 49° 00′ 05″ nord, 1° 55′ 15″ est |                |            | 30 janvier 2025   | Image manquante Téléverser                                                            |
| Église Saint-Nicolas                                                                  | Neauphle-le-Vieux          |                                                 | 48° 48′ 54″ nord, 1° 51′ 47″ est |                |            | 25 janvier 2023   | Église Saint-Nicolas                                                                  |
| École Foch-Gambetta                                                                   | Rambouillet                | 34 rue Gambetta                                 | 48° 38′ 48″ nord, 1° 49′ 34″ est |                |            | 1er avril 2021    | Image manquante Téléverser                                                            |
| Monument aux morts                                                                    | Rambouillet                | Place André-Thome-et-Jacqueline-Thome-Patenôtre | 48° 38′ 52″ nord, 1° 49′ 24″ est |                |            | 21 novembre 2018  | Monument aux morts                                                                    |
| Kiosque du belvédère de Châtillon                                                     | Rosny-sur-Seine            |                                                 | 49° 00′ 38″ nord, 1° 36′ 40″ est |                |            | 21 novembre 2018  | Kiosque du belvédère de Châtillon                                                     |
| Maison de villégiature avec son parc et ses annexes                                   | Saint-Germain-en-Laye      | 39 rue de Saint-Nom                             | 48° 53′ 05″ nord, 2° 03′ 41″ est | « IA00052826 » |            | 21 novembre 2018  | Image manquante Téléverser                                                            |
| Temple protestant et ensemble paroissial                                              | Saint-Germain-en-Laye      |                                                 | 48° 54′ 07″ nord, 2° 05′ 37″ est |                |            | 18 novembre 2021  | Temple protestant et ensemble paroissial                                              |
| Gare de Versailles-Château-Rive-Gauche                                                | Versailles                 | Avenue de l'Europe                              | 48° 48′ 01″ nord, 2° 07′ 45″ est |                |            | 1er avril 2021    | Gare de Versailles-Château-Rive-Gauche                                                |
| Gare de Versailles-Rive-Droite                                                        | Versailles                 | 40 rue du Maréchal-Foch                         | 48° 48′ 35″ nord, 2° 08′ 07″ est |                |            | 19 septembre 2019 | Gare de Versailles-Rive-Droite                                                        |
| Gare de Villennes-sur-Seine                                                           | Villennes-Sur-Seine        | 70 place de la Libération                       | 48° 56′ 22″ nord, 1° 59′ 58″ est |                |            | 19 septembre 2019 | Gare de Villennes-sur-Seine                                                           |
| Gare de Chaville - Vélizy                                                             | Viroflay                   | 1 place de Verdun                               | 48° 47′ 58″ nord, 2° 11′ 03″ est |                |            | 1er avril 2021    | Gare de Chaville - Vélizy                                                             |

### Essonne
| Monument                                                                                     | Commune                    | Adresse                        | Coordonnées                      | Notice         | Protection      | Date              | Illustration                                                                                |
| -------------------------------------------------------------------------------------------- | -------------------------- | ------------------------------ | -------------------------------- | -------------- | --------------- | ----------------- | ------------------------------------------------------------------------------------------- |
| Église Saint-Pierre-ès-Liens                                                                 | Boissy-le-Cutté            |                                | 48° 28′ 13″ nord, 2° 17′ 00″ est |                |                 | 20 mai 2022       | Église Saint-Pierre-ès-Liens                                                                |
| Auberge de jeunesse de l'Épi d'or                                                            | Boissy-la-Rivière          |                                | 48° 22′ 32″ nord, 2° 09′ 18″ est |                |                 | 19 mars 2019      | Image manquante Téléverser                                                                  |
| Gare de Brétigny                                                                             | Brétigny-sur-Orge          |                                | 48° 36′ 24″ nord, 2° 18′ 09″ est |                |                 | 1er avril 2021    | Gare de Brétigny                                                                            |
| Théâtre de Bligny (de)                                                                       | Briis-sous-Forges          |                                | 48° 37′ 29″ nord, 2° 08′ 57″ est |                |                 | 7 juillet 2018    | Théâtre de Bligny (de)                                                                      |
| Musée municipal Robert-Dubois-Corneau Ancienne villa du collectionneur Robert Dubois-Corneau | Brunoy                     | 16 rue Réveillon               | 48° 42′ 01″ nord, 2° 30′ 01″ est |                | Musée de France | 1er juillet 2020  | Musée municipal Robert-Dubois-CorneauAncienne villa du collectionneur Robert Dubois-Corneau |
| Église Saint-Matthieu                                                                        | Bures-sur-Yvette           | 8 rue du Général-Leclerc       | 48° 41′ 49″ nord, 2° 09′ 44″ est |                |                 | 18 novembre 2020  | Église Saint-Matthieu                                                                       |
| Église Saint-Germain-d'Auxerre                                                               | Champlan                   | 4 place de l'Église            | 48° 42′ 18″ nord, 2° 16′ 20″ est |                |                 | 27 septembre 2024 | Église Saint-Germain-d'Auxerre                                                              |
| Ancienne station de pompage de la papeterie Darblay                                          | Corbeil-Essonnes           | Chemin des Bas-Vignons         | 48° 35′ 23″ nord, 2° 28′ 58″ est |                |                 | 7 juillet 2018    | Ancienne station de pompage de la papeterie Darblay                                         |
| Moulin Hutteau Site de l'ancienne Poudrerie                                                  | Corbeil-Essonnes           | 20 rue Lavoisier               | 48° 36′ 17″ nord, 2° 28′ 31″ est |                |                 | 1er juillet 2020  | Image manquante Téléverser                                                                  |
| La Dame du lac                                                                               | Courcouronnes              | Parc du Lac                    | 48° 37′ 02″ nord, 2° 25′ 09″ est |                |                 | 19 septembre 2019 | La Dame du lac                                                                              |
| Ensembles du domaine Paris-Jardins                                                           | Draveil                    |                                | 48° 41′ 15″ nord, 2° 24′ 24″ est |                |                 | 1er juillet 2020  | Ensembles du domaine Paris-Jardins                                                          |
| Maison d'Alphonse Daudet                                                                     | Draveil                    |                                | 48° 41′ 07″ nord, 2° 24′ 30″ est |                |                 | 18 novembre 2021  | Maison d'Alphonse Daudet                                                                    |
| Maison Lemonnier                                                                             | Draveil                    | 5 place de la République       | 48° 41′ 10″ nord, 2° 24′ 34″ est |                |                 | 19 septembre 2019 | Image manquante Téléverser                                                                  |
| Église Saint-Leu-Saint-Gilles                                                                | Épinay-sur-Orge            |                                | 48° 40′ 18″ nord, 2° 19′ 26″ est |                |                 | 30 janvier 2025   | Église Saint-Leu-Saint-Gilles                                                               |
| Ensemble de la faisanderie de Sénart                                                         | Étiolles                   |                                | 48° 39′ 24″ nord, 2° 29′ 36″ est |                |                 | 21 novembre 2018  | Ensemble de la faisanderie de Sénart                                                        |
| Le Déambulatoire de Gérard Singer                                                            | Évry-Courcouronnes         | 302 allée du Dragon            | 48° 37′ 56″ nord, 2° 25′ 42″ est |                |                 | 1er avril 2021    | Image manquante Téléverser                                                                  |
| Théâtre de plein air Le Club                                                                 | Fleury-Mérogis             | 8 rue Roger-Clavier            | 48° 37′ 47″ nord, 2° 21′ 32″ est |                |                 | 31 janvier 2024   | Image manquante Téléverser                                                                  |
| Château de l'Hermitage                                                                       | Gif-sur-Yvette             |                                | 48° 42′ 06″ nord, 2° 08′ 02″ est |                |                 | 30 janvier 2025   | Château de l'Hermitage                                                                      |
| Maison-atelier Camille Lambert                                                               | Juvisy-sur-Orge            | 35 avenue de la Terrasse       | 48° 41′ 47″ nord, 2° 22′ 39″ est |                |                 | 1er avril 2021    | Image manquante Téléverser                                                                  |
| Ancienne gare de Massy - Palaiseau                                                           | Massy                      | 45 avenue Carnot               | 48° 43′ 27″ nord, 2° 15′ 36″ est |                |                 | 17 novembre 2023  | Ancienne gare de Massy - Palaiseau                                                          |
| Église luthérienne Saint-Marc                                                                | Massy                      | Place Antoine-de-Saint-Exupéry | 48° 43′ 53″ nord, 2° 17′ 24″ est |                |                 | 27 septembre 2024 | Église luthérienne Saint-Marc                                                               |
| Ensemble bâti de Villeroy                                                                    | Mennecy                    | Avenue de Villeroy             | 48° 33′ 51″ nord, 2° 25′ 18″ est |                |                 | 1er avril 2021    | Image manquante Téléverser                                                                  |
| Cressonnières et centre d'interprétation                                                     | Le Mérévillois             |                                | 48° 18′ 46″ nord, 2° 05′ 40″ est |                |                 | 19 septembre 2019 | Cressonnières et centre d'interprétation                                                    |
| Silo du moulin de Boigny                                                                     | Le Mérévillois             | 1 rue du Pont-de-Boigny        | 48° 20′ 11″ nord, 2° 06′ 14″ est |                |                 | 1er juillet 2020  | Image manquante Téléverser                                                                  |
| Église Sainte-Marie-Madeleine                                                                | Les Molières               | 9 place de l'Église            | 48° 40′ 21″ nord, 2° 04′ 04″ est |                |                 | 1er juillet 2020  | Église Sainte-Marie-Madeleine                                                               |
| Église Saint-Martin                                                                          | Oncy-sur-École             | 7 rue de l'Église              | 48° 22′ 52″ nord, 2° 28′ 26″ est |                |                 | 4 juillet 2018    | Église Saint-Martin                                                                         |
| Lavoir                                                                                       | Saint-Maurice-Montcouronne | 21 rue de la Fontaine-du-Saule | 48° 34′ 53″ nord, 2° 07′ 50″ est |                |                 | 27 septembre 2024 | Image manquante Téléverser                                                                  |
| Hall d'exposition Villagexpo                                                                 | Saint-Michel-sur-Orge      | 2 rue Mare-des-Bordes          | 48° 37′ 48″ nord, 2° 19′ 30″ est | « EA91000013 » |                 | 7 juillet 2018    | Hall d'exposition Villagexpo                                                                |
| La Feuilleraie - Maison de maître du XVIIIe siècle                                           | Varennes-Jarcy             | 1 rue de la Libération         | 48° 40′ 48″ nord, 2° 33′ 31″ est |                |                 | 18 novembre 2020  | Image manquante Téléverser                                                                  |
| Mess des officiers de Port-Aviation                                                          | Viry-Châtillon             | 80 avenue Baronne-de-la-Roche  | 48° 40′ 38″ nord, 2° 21′ 57″ est |                |                 | 19 mars 2019      | Mess des officiers de Port-Aviation                                                         |
| Vieux lavoir                                                                                 | Viry-Châtillon             | Rue Horace-de-Choiseul         | 48° 40′ 10″ nord, 2° 22′ 32″ est |                |                 | 21 novembre 2018  | Vieux lavoir                                                                                |

### Hauts-de-Seine
| Monument                                                                                                 | Commune              | Adresse                     | Coordonnées                      | Notice                        | Protection                             | Date              | Illustration                                                                                     |
| --- | -------------------- | --------------------------- | -------------------------------- | ----------------------------- | -------------------------------------- | ----------------- | ------------------------------------------------------------------------------------------------ |
| Cimetière des Chiens                                                                                     | Asnières-sur-Seine   | 4 pont de Clichy            | 48° 54′ 36″ nord, 2° 17′ 50″ est |                               |                                        | 17 janvier 2023   | Cimetière des Chiens                                                                             |
| Église Sainte-Thérèse-de-l'Enfant-Jésus                                                                  | Boulogne-Billancourt | 62 rue de l'Ancienne-Mairie | 48° 50′ 14″ nord, 2° 14′ 02″ est | « EA92000004 » « IA00119882 » | Architecture contemporaine remarquable | 21 novembre 2018  | Église Sainte-Thérèse-de-l'Enfant-Jésus                                                          |
| Studio Frank-Horvat                                                                                      | Boulogne-Billancourt | 5 rue de l'Ancienne-Mairie  | 48° 50′ 27″ nord, 2° 14′ 05″ est |                               |                                        | 27 septembre 2024 | Image manquante Téléverser                                                                       |
| Église Saint-Pierre-Saint-Paul                                                                           | Colombes             |                             | 48° 55′ 21″ nord, 2° 15′ 05″ est |                               |                                        | 5 juillet 2023    | Église Saint-Pierre-Saint-Paul                                                                   |
| Théâtre de verdure du parc de Bécon                                                                      | Courbevoie           | 156 boulevard Saint-Denis   | 48° 53′ 56″ nord, 2° 16′ 08″ est |                               |                                        | 27 septembre 2024 | Théâtre de verdure du parc de Bécon                                                              |
| Église Sainte-Bernadette                                                                                 | Levallois-Perret     | 3 rue Ernest-Cognacq        | 48° 53′ 40″ nord, 2° 16′ 42″ est |                               |                                        | 27 septembre 2024 | Église Sainte-Bernadette                                                                         |
| Monument aux morts                                                                                       | Levallois-Perret     | Cimetière municipal         | 48° 54′ 07″ nord, 2° 17′ 18″ est | « IA00126360 »                |                                        | 1er avril 2021    | Monument aux morts                                                                               |
| Parc Léon-Salagnac                                                                                       | Malakoff             |                             | 48° 48′ 46″ nord, 2° 17′ 34″ est |                               |                                        | 18 novembre 2021  | Image manquante Téléverser                                                                       |
| Chapelle Saint-Georges                                                                                   | Meudon               | Potager du Dauphin          | 48° 48′ 48″ nord, 2° 13′ 59″ est |                               |                                        | 19 septembre 2019 | Chapelle Saint-Georges                                                                           |
| Gare de Meudon-Val-Fleury                                                                                | Meudon               | 14 rue de Rushmoor          | 48° 48′ 29″ nord, 2° 14′ 28″ est |                               |                                        | 1er avril 2021    | Gare de Meudon-Val-Fleury                                                                        |
| Maison Saint-Philippe                                                                                    | Meudon               | 1 rue du Père-Brottier      | 48° 48′ 14″ nord, 2° 14′ 50″ est |                               |                                        | 1er juillet 2020  | Maison Saint-Philippe                                                                            |
| Gare de Puteaux                                                                                          | Puteaux              | 2 rue Fernand-Pelloutier    | 48° 53′ 01″ nord, 2° 14′ 01″ est |                               |                                        | 19 septembre 2019 | Gare de Puteaux                                                                                  |
| Temple protestant de Rueil-Malmaison et bâtiments annexes de l'Église protestante unie de Rueil-Nanterre | Rueil-Malmaison      | 32 rue Molière              | 48° 52′ 38″ nord, 2° 11′ 19″ est |                               | Architecture contemporaine remarquable | 5 juillet 2023    | Image manquante Téléverser                                                                       |
| Église Stella-Matutina                                                                                   | Saint-Cloud          |                             | 48° 50′ 52″ nord, 2° 12′ 23″ est |                               |                                        | 25 janvier 2023   | Image manquante Téléverser                                                                       |
| Musée des Avelines, musée d'art et d'histoire de Saint-Cloud Ancienne villa Brunet et son jardin         | Saint-Cloud          | 60 rue Gounod               | 48° 50′ 36″ nord, 2° 12′ 30″ est | « IA92000321 »                |                                        | 1er juillet 2020  | Musée des Avelines, musée d'art et d'histoire de Saint-Cloud Ancienne villa Brunet et son jardin |
| Maison de Charles Mauduit                                                                                | Sceaux               | 46 avenue Jean-Racine       | 48° 46′ 17″ nord, 2° 18′ 33″ est |                               |                                        | 19 mars 2019      | Image manquante Téléverser                                                                       |
| Gare de Sèvres-Rive-Gauche                                                                               | Sèvres               | 1 rue Auguste-Rodin         | 48° 49′ 17″ nord, 2° 12′ 53″ est |                               |                                        | 19 septembre 2019 | Gare de Sèvres-Rive-Gauche                                                                       |
| Cité-jardin de Suresnes                                                                                  | Suresnes             | Rond-point Masaryk          | 48° 51′ 46″ nord, 2° 12′ 17″ est |                               |                                        | 7 juillet 2018    | Cité-jardin de Suresnes                                                                          |
| Cité Payret-Dortail                                                                                      | Vanves               | 13 rue de Châtillon         | 48° 48′ 58″ nord, 2° 17′ 01″ est |                               |                                        | 7 juillet 2018    | Image manquante Téléverser                                                                       |
| Gare de Vanves - Malakoff                                                                                | Vanves               | Place Albert-Culot          | 48° 49′ 06″ nord, 2° 17′ 29″ est |                               |                                        | 1er avril 2021    | Gare de Vanves - Malakoff                                                                        |
| Glacière-chapelle du parc Frédéric-Pic                                                                   | Vanves               | 2 rue Falret                | 48° 49′ 08″ nord, 2° 16′ 55″ est |                               |                                        | 27 septembre 2024 | Glacière-chapelle du parc Frédéric-Pic                                                           |

### Seine-Saint-Denis
| Monument | Commune                                    | Adresse                                                   | Coordonnées                      | Notice         | Protection                             | Date              | Illustration                                                              |
| --- | ------------------------------------------ | --------------------------------------------------------- | -------------------------------- | -------------- | -------------------------------------- | ----------------- | ------------------------------------------------------------------------- |
| Ferme Mazier                                                                                                  | Aubervilliers                              | 70 rue Heurtault                                          | 48° 55′ 01″ nord, 2° 22′ 39″ est |                |                                        | 7 juillet 2018    | Image manquante Téléverser                                                |
| Les Poussières, ancienne médecine du travail,                                                                 | Aubervilliers                              | 1 rue Sadi-Carnot                                         | 48° 54′ 23″ nord, 2° 23′ 20″ est |                |                                        | 5 juillet 2023    | Image manquante Téléverser                                                |
| Presbytère de l'église Saint-Sulpice et vestiges archéologiques                                               | Aulnay-sous-Bois                           |                                                           | 48° 56′ 28″ nord, 2° 29′ 51″ est |                |                                        | 20 mai 2022       | Image manquante Téléverser                                                |
| Église Notre-Dame-de-Pontmain                                                                                 | Bagnolet                                   |                                                           | 48° 51′ 37″ nord, 2° 25′ 14″ est |                |                                        | 5 juillet 2023    | Église Notre-Dame-de-Pontmain                                             |
| Monument des Défenseurs du Bourget                                                                            | Le Bourget                                 |                                                           | 48° 56′ 19″ nord, 2° 25′ 26″ est |                |                                        | 25 janvier 2023   | Monument des Défenseurs du Bourget                                        |
| Monument des Batailles du Bourget                                                                             | Le Bourget                                 |                                                           | 48° 56′ 12″ nord, 2° 25′ 38″ est |                |                                        | 25 janvier 2023   | Monument des Batailles du Bourget                                         |
| Monument aux morts allemands de la guerre de 1870                                                             | Le Bourget                                 | Cimetière                                                 | 48° 56′ 20″ nord, 2° 25′ 24″ est |                |                                        | 25 janvier 2023   | Monument aux morts allemands de la guerre de 1870                         |
| Ancienne imprimerie industrielle de « L'Illustration »                                                        | Bobigny                                    | 1bis rue de Chablis                                       | 48° 54′ 51″ nord, 2° 25′ 06″ est |                |                                        | 7 juillet 2018    | Ancienne imprimerie industrielle de « L'Illustration »                    |
| Ancien cinéma « L'Étoile »                                                                                    | La Courneuve                               | 21-23 avenue Gabriel-Péri                                 | 48° 55′ 39″ nord, 2° 23′ 16″ est |                |                                        | 7 juillet 2018    | Image manquante Téléverser                                                |
| Cité des Anciens « Ambroise-Croizat »                                                                         | La Courneuve                               | 39 rue du Docteur-Roux                                    | 48° 55′ 28″ nord, 2° 24′ 24″ est |                |                                        | 19 mars 2019      | Cité des Anciens « Ambroise-Croizat »                                     |
| Espace jeunesse Guy-Môquet                                                                                    | La Courneuve                               | 119 avenue Paul-Vaillant-Couturier                        | 48° 55′ 27″ nord, 2° 24′ 50″ est |                |                                        | 27 septembre 2024 | Image manquante Téléverser                                                |
| Ferme de la rue de l'Abreuvoir                                                                                | La Courneuve                               | 11 rue de l'Abreuvoir                                     | 48° 55′ 48″ nord, 2° 23′ 42″ est |                |                                        | 19 mars 2019      | Image manquante Téléverser                                                |
| Château de Ladoucette                                                                                         | Drancy                                     |                                                           | 48° 55′ 32″ nord, 2° 26′ 35″ est |                |                                        | 25 janvier 2023   | Château de Ladoucette                                                     |
| Église Saint-Médard                                                                                           | Épinay-sur-Seine                           | 1 rue de l'Église                                         | 48° 57′ 14″ nord, 2° 18′ 38″ est |                |                                        | 17 novembre 2023  | Église Saint-Médard                                                       |
| Gare d'Épinay-sur-Seine                                                                                       | Épinay-sur-Seine                           |                                                           | 48° 57′ 15″ nord, 2° 18′ 08″ est |                |                                        | 1er avril 2021    | Gare d'Épinay-sur-Seine                                                   |
| Gare d'Épinay - Villetaneuse                                                                                  | Épinay-sur-Seine                           | Route de Saint-Leu                                        | 48° 57′ 30″ nord, 2° 19′ 43″ est |                |                                        | 19 septembre 2019 | Gare d'Épinay - Villetaneuse                                              |
| Château de Maison-Blanche                                                                                     | Gagny                                      | 1 place des Fêtes                                         | 48° 52′ 33″ nord, 2° 32′ 41″ est |                |                                        | 31 janvier 2024   | Château de Maison-Blanche                                                 |
| Maison Baschet                                                                                                | Gagny                                      |                                                           | 48° 53′ 16″ nord, 2° 31′ 59″ est |                |                                        | 20 mai 2022       | Image manquante Téléverser                                                |
| Rowing-Club de la société des régates parisiennes                                                             | L'Île-Saint-Denis                          |                                                           | 48° 55′ 08″ nord, 2° 19′ 26″ est |                |                                        | 25 janvier 2023   | Image manquante Téléverser                                                |
| Ancienne poudrerie nationale de Sevran-Livry                                                                  | Livry-Gargan, Sevran, Vaujours, Villepinte |                                                           | 48° 56′ 05″ nord, 2° 33′ 06″ est |                |                                        | 7 juillet 2018    | Ancienne poudrerie nationale de Sevran-Livry                              |
| Château de la Forêt                                                                                           | Livry-Gargan                               | 60 avenue du Consul-Général-Nordling                      | 48° 55′ 03″ nord, 2° 31′ 56″ est |                |                                        | 21 novembre 2018  | Château de la Forêt                                                       |
| Cité-jardin de la Poudrerie                                                                                   | Livry-Gargan                               | Avenue de la Poudrerie                                    | 48° 55′ 59″ nord, 2° 33′ 12″ est |                |                                        | 19 septembre 2019 | Cité-jardin de la Poudrerie                                               |
| Église Saint-Pierre-Saint-Paul                                                                                | Montfermeil                                | Place de l'Église                                         | 48° 53′ 57″ nord, 2° 34′ 07″ est |                |                                        | 1er juillet 2020  | Église Saint-Pierre-Saint-Paul                                            |
| Moulin du Sempin                                                                                              | Montfermeil                                |                                                           | 48° 53′ 47″ nord, 2° 35′ 07″ est |                |                                        | 18 novembre 2021  | Moulin du Sempin                                                          |
| Hôtel de ville                                                                                                | Montreuil                                  | 1 place Jean-Jaurès                                       | 48° 51′ 45″ nord, 2° 26′ 30″ est |                |                                        | 5 juillet 2023    | Hôtel de ville                                                            |
| Mur à pêches                                                                                                  | Montreuil                                  | 8 impasse Gobetue                                         | 48° 51′ 49″ nord, 2° 27′ 22″ est |                |                                        | 18 novembre 2020  | Mur à pêches                                                              |
| Anciennes cuisines de l'hôpital Maison-Blanche                                                                | Neuilly-sur-Marne                          | 7 avenue Jean-Jaurès                                      | 48° 51′ 57″ nord, 2° 32′ 55″ est |                |                                        | 18 novembre 2020  | Image manquante Téléverser                                                |
| Centre de loisirs de la ferme du clos Saint-Vincent                                                           | Noisy-le-Grand                             | 105 rue du Docteur-Sureau                                 | 48° 50′ 31″ nord, 2° 33′ 21″ est |                |                                        | 19 novembre 2021  | Image manquante Téléverser                                                |
| Fort de Villiers                                                                                              | Noisy-le-Grand                             |                                                           | 48° 50′ 01″ nord, 2° 33′ 18″ est |                |                                        | 7 juillet 2018    | Fort de Villiers                                                          |
| Monument aux morts                                                                                            | Noisy-le-Sec                               | Mur sud-est du cimetière ancien de Noisy-le-Sec           | 48° 53′ 45″ nord, 2° 27′ 22″ est |                |                                        | 27 septembre 2024 | Monument aux morts                                                        |
| Gare de Pantin                                                                                                | Pantin                                     |                                                           | 48° 53′ 52″ nord, 2° 24′ 01″ est |                |                                        | 1er avril 2021    | Gare de Pantin                                                            |
| Résidence Victor-Hugo                                                                                         | Pantin                                     | 99 avenue Jean-Lolive, 52 rue Victor-Hugo, 11 rue Delizy. | 48° 53′ 37″ nord, 2° 24′ 28″ est | « EA93000014 » | Architecture contemporaine remarquable | 19 septembre 2019 | Image manquante Téléverser                                                |
| Serre du parc Stalingrad                                                                                      | Pantin                                     |                                                           | 48° 53′ 30″ nord, 2° 24′ 27″ est |                |                                        | 18 novembre 2021  | Image manquante Téléverser                                                |
| Ancienne distillerie d'absinthe Delizy et Doistau                                                             | Pantin                                     | 40 rue Delizy                                             | 48° 53′ 51″ nord, 2° 24′ 30″ est |                |                                        | 7 juillet 2018    | Image manquante Téléverser                                                |
| Cité-jardin Henri-Sellier                                                                                     | Le Pré-Saint-Gervais                       |                                                           | 48° 52′ 56″ nord, 2° 24′ 34″ est |                |                                        | 19 septembre 2019 | Image manquante Téléverser                                                |
| École franco-arménienne Tebrotzassère                                                                         | Le Raincy                                  | 1 boulevard du Nord                                       | 48° 54′ 06″ nord, 2° 30′ 46″ est |                |                                        | 18 novembre 2021  | École franco-arménienne Tebrotzassère                                     |
| Temple protestant                                                                                             | Le Raincy                                  | 17 allée de l'Ermitage                                    | 48° 53′ 41″ nord, 2° 31′ 00″ est |                |                                        | 1er juillet 2020  | Temple protestant                                                         |
| Ancienne piscine municipale de Saint-Denis                                                                    | Saint-Denis                                | 5 boulevard Félix-Faure                                   | 48° 56′ 20″ nord, 2° 21′ 26″ est |                |                                        | 21 novembre 2018  | Ancienne piscine municipale de Saint-Denis                                |
| Ancienne usine électrique de Saint-Denis                                                                      | Saint-Denis                                | 13 rue Ampère                                             | 48° 55′ 25″ nord, 2° 20′ 18″ est |                |                                        | 18 novembre 2020  | Image manquante Téléverser                                                |
| Ancienne voiture-restaurant climatisée VRU DEV 62, immatriculée 88-77 001                                     | Saint-Denis                                | Lycée Paul-Éluard                                         | 48° 56′ 29″ nord, 2° 21′ 51″ est |                |                                        | 20 mai 2022       | Ancienne voiture-restaurant climatisée VRU DEV 62, immatriculée 88-77 001 |
| Ensemble immobilier de logements sociaux « La Ruche »                                                         | Saint-Denis                                | 5 rue Paul-Lafargue                                       | 48° 55′ 00″ nord, 2° 21′ 33″ est |                |                                        | 21 novembre 2018  | Ensemble immobilier de logements sociaux « La Ruche »                     |
| Gare de La Plaine - Stade de France                                                                           | Saint-Denis                                | Place des Droits-de-l'Homme                               | 48° 55′ 05″ nord, 2° 21′ 45″ est |                |                                        | 19 septembre 2019 | Gare de La Plaine - Stade de France                                       |
| Gare de Saint-Denis                                                                                           | Saint-Denis                                |                                                           | 48° 56′ 07″ nord, 2° 20′ 45″ est |                |                                        | 1er avril 2021    | Gare de Saint-Denis                                                       |
| Patrimoine maraîcher de la ZAC des Tartres,                                                                   | Saint-Denis                                | Rue d'Amiens                                              | 48° 57′ 12″ nord, 2° 22′ 07″ est |                |                                        | 5 juillet 2023    | Image manquante Téléverser                                                |
| Ancienne usine de produits chimiques - parfumerie Jean Patou                                                  | Saint-Ouen-sur-Seine                       | 6 rue Jean-Baptiste-Clément                               | 48° 54′ 23″ nord, 2° 20′ 13″ est |                |                                        | 7 juillet 2018    | Image manquante Téléverser                                                |
| Gare Godillot                                                                                                 | Saint-Ouen-sur-Seine                       |                                                           | 48° 54′ 36″ nord, 2° 20′ 32″ est |                |                                        | 19 septembre 2019 | Gare Godillot                                                             |
| Gymnase ex-pompiers                                                                                           | Saint-Ouen-sur-Seine                       | 5 rue Ampère                                              | 48° 54′ 39″ nord, 2° 20′ 08″ est |                |                                        | 7 juillet 2018    | Gymnase ex-pompiers                                                       |
| Première usine, bureaux puis ateliers des prototypes des établissements Fenwick, actuellement "Commune image" | Saint-Ouen-sur-Seine                       |                                                           | 48° 54′ 32″ nord, 2° 20′ 26″ est |                |                                        | 18 novembre 2021  | Image manquante Téléverser                                                |
| Cité-jardin de Stains                                                                                         | Stains                                     | 28 avenue Paul-Vaillant-Couturier                         | 48° 57′ 13″ nord, 2° 22′ 49″ est |                |                                        | 7 juillet 2018    | Cité-jardin de Stains                                                     |
| Église Notre-Dame-de-l'Assomption                                                                             | Villepinte                                 |                                                           | 48° 57′ 49″ nord, 2° 32′ 07″ est |                |                                        | 5 juillet 2023    | Église Notre-Dame-de-l'Assomption                                         |

### Val-de-Marne
| Monument                                              | Commune                  | Adresse                          | Coordonnées                      | Notice         | Protection | Date              | Illustration                                          |
| ----------------------------------------------------- | ------------------------ | -------------------------------- | -------------------------------- | -------------- | ---------- | ----------------- | ----------------------------------------------------- |
| Colonnade du square de Lattre de Tassigny             | Bry-sur-Marne            |                                  | 48° 50′ 23″ nord, 2° 31′ 22″ est |                |            | 18 novembre 2021  | Colonnade du square de Lattre de Tassigny             |
| Maison de Louis Daguerre                              | Bry-sur-Marne            | 4 avenue du Général-Leclerc      | 48° 50′ 01″ nord, 2° 31′ 13″ est |                |            | 21 novembre 2018  | Maison de Louis Daguerre                              |
| Cité-jardin de Champigny-sur-Marne                    | Champigny-sur-Marne      | Place Louis-Loucheur             | 48° 49′ 26″ nord, 2° 30′ 39″ est | « IA00049940 » |            | 7 juillet 2018    | Cité-jardin de Champigny-sur-Marne                    |
| Caves-carrières Delacroix                             | Ivry-sur-Seine           | Avenue du Général-Leclerc        | 48° 48′ 47″ nord, 2° 22′ 48″ est |                |            | 21 novembre 2018  | Image manquante Téléverser                            |
| Bâtiment de l'Horloge                                 | Joinville-le-Pont        | 99 quai de la Marne              | 48° 49′ 45″ nord, 2° 28′ 13″ est | « IA00050807 » |            | 1er juillet 2020  | Bâtiment de l'Horloge                                 |
| Chalet des Canotiers                                  | Joinville-le-Pont        | 11 avenue de Diane               | 48° 49′ 47″ nord, 2° 28′ 12″ est |                |            | 1er juillet 2020  | Image manquante Téléverser                            |
| Club de l'aviron Marne et Joinville                   | Joinville-le-Pont        | 97 quai de la Marne              | 48° 49′ 44″ nord, 2° 28′ 12″ est |                |            | 1er juillet 2020  | Club de l'aviron Marne et Joinville                   |
| Église Saint-Charles-Borromée                         | Joinville-le-Pont        |                                  | 48° 49′ 10″ nord, 2° 27′ 56″ est | « IA00050813 » |            | 5 juillet 2023    | Église Saint-Charles-Borromée                         |
| Gare de Mandres                                       | Mandres-les-Roses        | 155 rue de Verdun                | 48° 42′ 34″ nord, 2° 33′ 25″ est |                |            | 27 septembre 2024 | Gare de Mandres                                       |
| Fondation nationale des arts graphiques et plastiques | Nogent-sur-Marne         | 14-16 rue Charles-VII            | 48° 50′ 10″ nord, 2° 29′ 11″ est | « IA00049978 » |            | 7 juillet 2018    | Fondation nationale des arts graphiques et plastiques |
| Gare de Nogent-Bastille                               | Nogent-sur-Marne         |                                  | 48° 50′ 11″ nord, 2° 28′ 19″ est |                |            | 1er avril 2021    | Gare de Nogent-Bastille                               |
| Église Notre-Dame-de-l'Assomption                     | Ormesson-sur-Marne       |                                  | 48° 47′ 07″ nord, 2° 32′ 25″ est |                |            | 25 janvier 2023   | Église Notre-Dame-de-l'Assomption                     |
| Bâtiment « Napoléon » des hôpitaux de Saint-Maurice   | Saint-Maurice            | 14 rue du Val-d'Osne             | 48° 49′ 19″ nord, 2° 25′ 35″ est | « IA00060718 » |            | 21 novembre 2018  | Bâtiment « Napoléon » des hôpitaux de Saint-Maurice   |
| Fort de Sucy                                          | Sucy-en-Brie             | Allée du Général-Séré-de-Rivière | 48° 46′ 08″ nord, 2° 31′ 52″ est |                |            | 17 novembre 2023  | Fort de Sucy                                          |
| Guinguette sur les bords de Seine                     | Villeneuve-Saint-Georges | 19 avenue de Choisy              | 48° 44′ 45″ nord, 2° 26′ 15″ est |                |            | 21 novembre 2018  | Image manquante Téléverser                            |
| Église Notre-Dame                                     | Vincennes                | 82 rue Raymond-du-Temple         | 48° 50′ 51″ nord, 2° 26′ 19″ est | « IA00075806 » |            | 21 novembre 2018  | Église Notre-Dame                                     |

### Val-d'Oise
| Monument | Commune               | Adresse                         | Coordonnées                      | Notice         | Protection | Date              | Illustration |
| --- | --------------------- | ------------------------------- | -------------------------------- | -------------- | ---------- | ----------------- | --- |
| Basilique Saint-Denys                                                                                                  | Argenteuil            | 163 rue Paul-Vaillant-Couturier | 48° 56′ 33″ nord, 2° 14′ 47″ est |                |            | 27 septembre 2024 | Basilique Saint-Denys                                                                                                 |
| Bâtiments municipaux de la cité-jardin d'Orgemont Anciennes écoles de filles, de garçons et maternelle ; bains-douches | Argenteuil            |                                 | 48° 57′ 14″ nord, 2° 17′ 15″ est |                |            | 19 septembre 2019 | Bâtiments municipaux de la cité-jardin d'OrgemontAnciennes écoles de filles, de garçons et maternelle ; bains-douches |
| Gare d'Auvers-sur-Oise                                                                                                 | Auvers-sur-Oise       |                                 | 49° 04′ 14″ nord, 2° 10′ 31″ est |                |            | 1er avril 2021    | Gare d'Auvers-sur-Oise                                                                                                |
| Maison rose de Wallerand                                                                                               | Auvers-sur-Oise       | 59 rue Daubigny                 | 49° 04′ 22″ nord, 2° 10′ 12″ est |                |            | 27 septembre 2024 | Maison rose de Wallerand                                                                                              |
| Musée de l'Absinthe | Auvers-sur-Oise       | 44 rue Alphonse-Callè           | 49° 04′ 18″ nord, 2° 10′ 04″ est |                |            | 7 juillet 2018    | Image manquante Téléverser                                                                                            |
| Fontaine-abreuvoir et lave-sabots                                                                                      | Béthemont-la-Forêt    |                                 | 49° 03′ 24″ nord, 2° 15′ 03″ est |                |            | 1er avril 2021    | Fontaine-abreuvoir et lave-sabots                                                                                     |
| Château d'eau | Butry-sur-Oise        | 10 rue de la Division-Leclerc   | 49° 05′ 24″ nord, 2° 11′ 54″ est |                |            | 25 janvier 2023   | Château d'eau |
| Axe majeur | Cergy                 |                                 | 49° 02′ 28″ nord, 2° 02′ 20″ est |                |            | 1er juillet 2020  | Axe majeur |
| Parc et maison d'Anne et Gérard Philipe                                                                                | Cergy                 | 2 chemin du Bac-de-Gency        | 49° 02′ 30″ nord, 2° 02′ 52″ est |                |            | 1er avril 2021    | Parc et maison d'Anne et Gérard Philipe                                                                               |
| Fort de Cormeilles | Cormeilles-en-Parisis | Route Stratégique               | 48° 59′ 01″ nord, 2° 11′ 45″ est |                |            | 21 novembre 2018  | Fort de Cormeilles |
| Salle des fêtes (Ancien foyer municipal)                                                                               | Deuil-la-Barre        | 11 avenue Schaeffer             | 48° 58′ 30″ nord, 2° 19′ 40″ est |                |            | 17 novembre 2023  | Image manquante Téléverser                                                                                            |
| Fort de Domont (en) | Domont                |                                 | 49° 01′ 08″ nord, 2° 19′ 19″ est |                |            | 20 mai 2022       | Fort de Domont (en)                                                                                                   |
| Vestiges archéologiques liés à une activité potière médiévale                                                          | Fosses                | Grande rue                      | 49° 05′ 44″ nord, 2° 29′ 18″ est |                |            | 7 juillet 2018    | Vestiges archéologiques liés à une activité potière médiévale                                                         |
| Château Cadet-de-Vaux (de), son parc et sa glacière                                                                    | Franconville          |                                 | 48° 59′ 01″ nord, 2° 13′ 51″ est |                |            | 5 juillet 2023    | Château Cadet-de-Vaux (de), son parc et sa glacière                                                                   |
| Hôpital-hospice de 1841                                                                                                | Gonesse               | 25 rue Bernard-Février          | 48° 59′ 21″ nord, 2° 26′ 51″ est |                |            | 18 novembre 2020  | Hôpital-hospice de 1841                                                                                               |
| Maison de Butel | Grisy-les-Plâtres     | 13 chemin de Butel              | 49° 07′ 43″ nord, 2° 03′ 06″ est |                |            | 7 juillet 2018    | Image manquante Téléverser                                                                                            |
| Villa mauresque | Herblay-sur-Seine     | 2 quai du Génie                 | 48° 59′ 14″ nord, 2° 09′ 27″ est |                |            | 17 novembre 2023  | Villa mauresque |
| Château Conti | L'Isle-Adam           |                                 | 49° 06′ 51″ nord, 2° 12′ 39″ est |                |            | 25 janvier 2023   | Château Conti |
| Maison des Joséphites                                                                                                  | L'Isle-Adam           | Rue des Joséphites              | 49° 06′ 42″ nord, 2° 13′ 07″ est |                |            | 7 juillet 2018    | Maison des Joséphites                                                                                                 |
| Plage fluviale | L'Isle-Adam           |                                 | 49° 06′ 51″ nord, 2° 12′ 46″ est |                |            | 7 juillet 2018    | Plage fluviale |
| Maison et parc Raclet                                                                                                  | Jouy-le-Moutier       |                                 | 49° 01′ 04″ nord, 2° 02′ 46″ est |                |            | 25 janvier 2023   | Maison et parc Raclet                                                                                                 |
| Parc et château du duc de Dino                                                                                         | Montmorency           | 74 avenue Charles-de-Gaulle     | 48° 58′ 54″ nord, 2° 19′ 14″ est |                |            | 21 novembre 2018  | Parc et château du duc de Dino                                                                                        |
| Hangar à bateaux | Pontoise              |                                 | à géolocaliser                   |                |            | 5 juillet 2023    | Image manquante Téléverser                                                                                            |
| Église Saint-Sulpice                                                                                                   | Sagy                  |                                 | 49° 02′ 59″ nord, 1° 57′ 08″ est |                |            | 25 janvier 2023   | Église Saint-Sulpice                                                                                                  |
| Église Saint-Leu-Saint-Gilles                                                                                          | Saint-Leu-la-Forêt    |                                 | 49° 01′ 06″ nord, 2° 14′ 43″ est |                |            | 20 mai 2022       | Église Saint-Leu-Saint-Gilles                                                                                         |
| Gare de Saint-Leu-la-Forêt                                                                                             | Saint-Leu-la-Forêt    | Place Cyrille-Lecomte           | 49° 00′ 57″ nord, 2° 14′ 33″ est |                |            | 19 septembre 2019 | Gare de Saint-Leu-la-Forêt                                                                                            |
| Patrimoine hydraulique                                                                                                 | Saint-Prix            | Rue Auguste-Rey                 | 49° 00′ 54″ nord, 2° 16′ 11″ est |                |            | 25 janvier 2023   | Patrimoine hydraulique                                                                                                |
| Moulin Saint-Wi | Saint-Witz            | 30 rue de Paris                 | 49° 05′ 30″ nord, 2° 34′ 00″ est |                |            | 17 novembre 2023  | Moulin Saint-Wi |
| Phare aéronautique | Saint-Witz            |                                 | 49° 05′ 28″ nord, 2° 33′ 59″ est |                |            | 25 janvier 2023   | Image manquante Téléverser                                                                                            |
| Église Saint-Pierre-Saint-Paul                                                                                         | Sannois               |                                 | 48° 58′ 07″ nord, 2° 15′ 17″ est |                |            | 25 janvier 2023   | Église Saint-Pierre-Saint-Paul                                                                                        |
| Chapelle funéraire Rohan-Chabot                                                                                        | Taverny               | Rue Jean-XXIII                  | 49° 01′ 49″ nord, 2° 13′ 37″ est |                |            | 19 septembre 2019 | Image manquante Téléverser                                                                                            |
| Moulin Leroy | Valmondois            | 5 rue d'Orgivaux                | 49° 05′ 47″ nord, 2° 11′ 37″ est | « IA00122387 » |            | 21 novembre 2018  | Image manquante Téléverser                                                                                            |
| Château de la Motte | Vémars                |                                 | 49° 04′ 03″ nord, 2° 33′ 59″ est |                |            | 5 juillet 2023    | Château de la Motte                                                                                                   |
| Musée de l'Outil | Wy-dit-Joli-Village   | 135 rue de la Mairie            | 49° 06′ 11″ nord, 1° 50′ 07″ est |                |            | 7 juillet 2018    | Musée de l'Outil |